# Jegun
Jegun là một xã thuộc tỉnh Gers trong vùng Occitanie miền nam nước Pháp.